# Jean Daniel

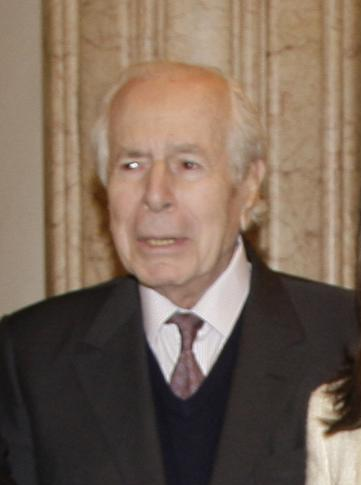
Jean Daniel

Jean Daniel Bensaid (Blida, 21 luglio 1920 – Parigi, 19 febbraio 2020) è stato un giornalista e scrittore francese.

## Biografia
Nato a Blida, nell'allora Algeria francese da famiglia ebraica algerina, di nazionalità francese grazie al Decreto Crémieux che, entrato in vigore all'inizio degli anni '70 dell'Ottocento, aveva conferito la nazionalità francese agli ebrei d'Algeria. Era l'undicesimo e ultimo figlio di Rachel Bensimon e Jules Bensaïd, commercianti. Molto presto Jean Daniel, il suo nom de plume, apparve meno attaccato alla sua identità ebraica che alla cultura mediterranea e alla cittadinanza francese. 
Allievo del college di Blida, divenne, a quindici anni, un lettore regolare del settimanale Vendredi, un giornale della sinistra intellettuale, indipendente e favorevole al Fronte popolare. Appassionato di letteratura, il suo entusiasmo per il lavoro di André Gide lo portò a vedere l'URSS come un paradiso socialista.  Per due anni si è immerso nel marxismo sotto l'influenza di libri prestatigli da un amico, Vicente Pérez.  Ma nel 1936, leggere il libro di Gide Retour de URSS gli fece perdere le sue illusioni comuniste.  Si ritrovò quindi in quella generazione di non comunisti segnata dall'episodio del Fronte popolare e dal socialismo di Léon Blum. Lavorò per alcuni anni al quotidiano Combat, diretto dall'amico Albert Camus. Successivamente, divenne capo del servizio politico e poi caporedattore del settimanale L'Express.
Fondò il settimanale Le Nouvel Observateur (di cui fino a giugno 2008 fu anche direttore responsabile). Fece parte del think tank della Fondazione Saint-Simon.
Intellettuale umanista, orientato politicamente a sinistra, nel libro La prison juive: Humeurs et méditations d'un témoin sostiene che gli ebrei, considerandosi il popolo eletto, si sono imprigionati. Le sue opere sono percorse dall'interrogativo sul ruolo della religione nella morale moderna.  In Italia è stata pubblicata l'opera Resistere all'aria del tempo (Con Camus) [Mesogea, (2009)]
Jean Daniel è morto nel 2020, a 99 anni.

## Vita privata
La sua prima compagna è stata la scrittrice corsa Marie Susini. In seguito ha sposato Michèle Bancilhon, la prima moglie di Claude Perdriel, con la quale ha avuto una figlia, la giornalista Sara Daniel.

## Opere
- Il tempo che resta, traduzione di Elina Klersy Imberciadori, Guaraldi, 1974.
- L'era delle rotture (L'ère des ruptures), Prefazione di Michel Foucault, trad. Grazia Amati, Frida Marchi, Giancarlo Secco, Collana l'alingua n.1, Milano, Spirali, 1980, ISBN 978-88-77-70041-4.
- Memoria al presente, Collana Romanzi, Milano, Spirali, 1980, ISBN 978-88-77-70043-8.
- L'errore, traduzione di S. Eccher Dall'Eco, G. Sangalli, Collana l'alingua, Milano, Spirali, 1981, ISBN 978-88-77-70042-1.
- Religioni di un presidente. Sguardi sulle avventure del mitterrandismo, traduzione di A. Tamburini, Collana l'alingua, Milano, Spirali, 1991, ISBN 978-88-77-70321-7.
- La ferita e Il tempo che viene, traduzione di A. Tamburini, Collana l'alingua, Milano, Spirali, 1992, ISBN 978-88-77-70331-6.
- La guerra e l'amore, Collana Romanzi, Milano, Spirali, 1995, ISBN 978-88-77-70430-6.
- Viaggio al termine della nazione, traduzione di C. Mattioni, a cura di A. Tamburini, Collana l'alingua, Milano, Spirali, 1996, ISBN 978-88-77-70443-6.
- La prigione ebraica. Umori e meditazioni di un testimone, traduzione di Piero Gelli, Collana I Saggi n.272, Milano, Baldini Castoldi Dalai, 2004, ISBN 978-88-84-90583-3.
- Ribelli in cerca di una causa. Sommosse nelle periferie francesi, traduzione di F. Ilardi, Collana I Saggi n.302, Milano, Baldini Castoldi Dalai, 2006, ISBN 978-88-84-90908-4.
- La guerra e la pace. Israele-Palestina. Cronache 1956-2003, traduzione di F. Ilardi, Collana I Saggi n.321, Milano, Baldini Castoldi Dalai, 2006, ISBN 978-88-60-73003-9.
- Questo straniero che mi assomiglia, traduzione di F. Ilardi, conversazione con Martine de Rabaudy, Collana I Saggi n.346, Milano, Baldini Castoldi Dalai, 2008, ISBN 978-88-60-73116-6.
- Resistere all'«aria del tempo». (Con Camus), traduzione di C. Pastura, Prefazione di Claudio Magris, Collana La piccola, Mesogea, 2009, ISBN 978-88-46-92081-2.